# Benthamia perularioides
Benthamia perularioides är en orkidéart som beskrevs av Rudolf Schlechter. Benthamia perularioides ingår i släktet Benthamia och familjen orkidéer. Inga underarter finns listade i Catalogue of Life.